# Centrale nucleare del Blayais
La centrale nucleare del Blayais è una centrale nucleare francese situata a nord di Blaye (13 km), nel centro del marais del Blayais (regione naturale), nel dipartimento del Gironda, sul territorio del comune di Braud-et-Saint-Louis, sull'estuario della Gironda; a 50 km a nord di Bordeaux e a 45 km a sud Royan.
L'impianto è composto da 4 reattori PWR operativi –  modello CP1 – da 2 785MWt e da 951MWe.
Il 27 dicembre 1999, la tempesta Martin provoca un'inondazione di una parte della centrale nucleare, i reattori 1, 2 e 4 sono arrestati d'urgenza (il reattore 3 era fermo per manutenzione); secondo la scala INES l'evento dovrebbe essere classificato al livello 2 di guasto.
Il 14 ottobre 2002 e il 28 ottobre 2003, EDF segnala due anomalie di livello 1 nella scala INES, legate alla tenuta sismica di alcune componenti dell'impianto.